# Escadrille 44
La Escadrille 44 era una squadriglia che combatté nella prima guerra mondiale inquadrata nella francese Aéronautique Militaire.

## Storia
Ufficialmente creata il 4 aprile 1915 a Lione-Bron, la squadriglia MF 44 è equipaggiata con 10 Maurice Farman MF.11 e MF 11 bis. Il giorno dopo, i meccanici ed il personale di supporto si spostano a Toul, dove saranno raggiunti dal personale navigante di Bourget. Sotto il comando del Cne Max Van der Vaero, era gerarchicamente legata all'aeronautica della 1re armée del generale Pierre Auguste Roques, il 15 aprile 1915.
All'interno di questa grande unità, prende parte alla battaglia di Woëvre, nella Lorena (regione francese), nella regione di Bois-le-Prêtre a nord-ovest di Pont-à-Mousson vicino alla Mosella, fino al 5 maggio. I suoi equipaggi svolgeranno numerose missioni di ricognizione dal campo di Toul nella regione di Pont-à-Mousson. Durante questo periodo, effettueranno bombardamenti notturni rilasciando bombe sui campi avversari.
Nel giugno 1915, la squadriglia MF 44 divenne organica del 31e corps d'armée. Starà lì fino alla fine della guerra. Passata sotto il comando del Cne Antoine Chatelet, il 4 giugno, rimane di stanza in Lorena fino all'8 giugno 1916. Si sposta su Froidos, nel Mosa (dipartimento), per sostenere il 31° CA che sarà impegnato nella Battaglia di Verdun dal 10 giugno. A partire dal 15 giugno, i combattimenti stanno imperversando sul Cumières-le-Mort-Homme e nell'area di Avocourt. Un aereo sarà abbattuto dal DCA tedesco vicino a Forges, i due membri dell'equipaggio saranno uccisi. Nell'agosto del 1916, la squadriglia riceve i Farman F.40 ed i Farman F.60 Goliath.
Nel giugno del 1917, riceve dieci Dorand AR 1. A partire dal 29 ottobre 1917, la squadriglia si mosse verso l'Italia con il 31° CA per sostenere l'esercito italiano in rotta nella Battaglia di Caporetto. Si stabilisce sul Campo di aviazione di Verona-Tombetta dal 5 novembre. Impegnata sul Piave, tra Monte Tomba e Rivasecca, l'AR 44 va il 9 novembre all'Aeroporto di Ghedi in Lombardia, il 21 novembre torna a Verona, il 6 dicembre a Castello di Godego ed alla fine di febbraio al Campo di aviazione di Castelgomberto in Veneto. Prende parte alle battaglie che consentono la riconquista del Monte Tomba dalle mani degli austriaci.
La nota n. 24.424, emessa dal Service technique de l'aéronautique di GQG, datata 22 gennaio 1918, organizza l'aviazione organica del 31º corpo d'armata. Consisterà delle squadriglie AR 44 (squadriglia di corpo) ed AR 275 (squadriglia di divisione di fanteria da creare). Per formare questa nuova unità, cinque piloti della 44ª sono assegnati dal 25 febbraio 1918 alla 275ª, a cui sono aggiunti altri cinque, provenienti dalla 1ª riserva aerea.
Il 31º Corpo d'armata viene richiamato urgentemente in Francia. Dal 24 marzo lascia il Veneto per essere trasportato su rotaia nella zona di Gournay-en-Bray/Gisors/Beauvais. Si sposta quindi verso Conty (Somme), quindi su un'area ad ovest di Moreuil/Hangard, l'8 aprile.
La nota n. 1393, emessa dal servizio aeronautico di GQG, datata 29 marzo 1918, conferma il passaggio della squadriglia 44 sui Breguet Bre 14A2. Sette piloti compiono la loro preparazione sull'aereo a Bourget. L'11 aprile, ricevono il primo Breguet 14A2 assegnato alla loro unità, per andare a Bovelles, a 8 km ad ovest di Amiens, dove l'unità si è stabilita il 9 aprile.
Fu prima impegnata nelle ultime battaglie nella Battaglia di Piccardia, in particolare su Hangard, Gentelles, e bosco di Sénécat et Castel ad aprile, poi con l'offensiva alleata contro la Linea Hindenburg nell'agosto 1918. Dal 1º ottobre partecipa alla battaglia di St-Quentin (vicino a Péronne (Somme)), poi a quella del Mont-d'Origny. Il 4 novembre 1918 prese parte alla battaglia di Guise che portò alla conquista della città.
L'11 novembre 1918, quando i combattimenti finirono, la BR 44 era di stanza a Libermont. I suoi equipaggi hanno conseguito quattro vittorie e ne hanno subite cinque perdite in azione, sei dal DCA e tre per incidenti. La squadriglia BR 44 è stata premiata con una citazione nell'ordine del 31º corpo.
Nel dicembre 1918, la BR 44 si muove sul terreno di Roville-aux-Chênes, poi su quello di Habsheim, il 26 febbraio 1919 dove si scioglie, il 14 agosto 1919.
Le sue tradizioni saranno riprese ancora, il 1º febbraio 1920, dalla 2ª squadriglia del 1º reggimento da bombardamento. Nel maggio 1940 parteciperà alle battaglie come terza squadriglia del GB II/11. In periodo reecenti, le sue tradizioni furono prese dal 1966 al 1993 da unità di rifornimento aereo di carburante, le ERV 4/94 e 2/93 ed infine come terzo gruppo delle 3/3 "Ardenne" della CE, il 23 Giugno 1995. È all'interno di questa unità che la BR 44 prenderà parte alle missioni di guerra nell'ex Jugoslavia e contro le forze talebane presenti in Afghanistan.
Tra i suoi equipaggi di volo che si distinsero in Italia vi furono:
- Ltt Cyrille Yves Marie Le Barbu (tenente artiglieria corpo aeronautico militare) che viene insignito con la Medaglia d'Argento al Valor Militare con la seguente motivazione: Pilota d'aeroplano, nobile tempra d'ufficiale, con elevatissimo senso del dovere e del sacrificio ha saputo sempre affrontare i più gravi pericoli per trarre il maggiore rendimento dai propri voli. Assunto alla delicata missione di ufficiale informatore dell'armata, non ha mai esitato a compiere volontariamente, ed in condizioni difficili, importanti ricognizioni per completare le informazioni avute. Piave-Trentino, inverno 1917-1918.
- l'Adj (maresciallo fanteria corpo aeronautico militare) Charles Frédéric Joseph Chanaron che viene insignito con la Medaglia di Bronzo al Valor Militare con la seguente motivazione: Pilota d'aeroplano, nonostante gli ostacoli opposti dal nemico, portava sempre a compimento le missioni affidategli, dando esempio di imperturbabile calma e di alto sentimento del dovere. Piave-Trentino, inverno 1917-1918
- il MdL (maresciallo alloggio corpo aeronautico militare) Georges Auguste Edouard Carlier viene insignito con la Medaglia di Bronzo al Valor Militare con la seguente motivazione: Pilota d'aeroplano, di grande calma e abilità, il 5 febbraio 1918, facendo parte di una pattuglia di 4 apparecchi, si distingueva in un combattimento contro 5 aerei nemici. Il 22 dello stesso mese, nonostante che il suo apparecchio fosse gravemente colpito dall'artiglieria nemica, riusciva a ricondurlo in territorio nazionale, mercè la sua grande perizia. Piave-Trentino, inverno 1917-1918.

## Aerei
- Farman MF.11 dall'aprile 1915
- Farman F.40 dal 1916
- Farman F.60 Goliath dall'agosto 1916
- Dorand AR.1 dal giugno 1917
- Letord Let.1 dal 1917
- Breguet Bre 14 dall'11 aprile 1918